# Dorfbachtalbrücke
Die Dorfbachtalbrücke ist eine 310 Meter lange Hohlkastenbrücke in Mischbauweise, die als Teilstück der A 98 fungiert. Die Brücke ist eine siebenfeldrige Stahlverbundkonstruktion, die 1999 fertiggestellt wurde. In dem vollständig im Dezember 2010 für den Verkehr freigegebenen Abschnitt zwischen dem Autobahndreieck Hochrhein und der Anschlussstelle Lörrach-Ost ist die Dorfbachtalbrücke eine von insgesamt drei Brücken, die notwendig waren. Alle Brückenbauwerke zusammen machten mit 57 Mio. Euro rund die Hälfte der Gesamtkosten für diesen Abschnitt aus.
Die Autobahnbrücke unterführt die L 139, welche die beiden Rheinfeldener Ortsteile Degerfelden und Eichsel miteinander verbindet. Die Spannweiten der sieben Felder betragen 29,9 Meter – 44,9 Meter – 69,9 Meter – 3 × 44,9 Meter – 29,9 Meter. Die sechs Talbrückenpfeiler ragen bis 51 Meter hoch. Die Herstellung der Brücke erfolgte im Taktschiebeverfahren in 14 Wochen mit jeweils rund 22 Metern.
Die Dorfbachtalbrücke ist nach dem parallel zur Landesstraße verlaufenden Dorfbach benannt, der zwischen zwei Erhebungen des Dinkelbergs ein Tal bildet. Unmittelbar östlich der Brücke setzt das Autobahndreieck Hochrhein an, das ab 2021 die A 98 ostwärts verlängern soll. Derzeit verläuft die Autobahn über das Autobahndreieck und der Querspange A 861 südwärts zum Tunnel Nollinger Berg.
An der Dorfbachtalbrücke befindet sich eine Wetterstation.